# Adolfo Merella
Adolfo Merella (Usini, 1908 – 1981) è stato un chitarrista italiano, esponente del canto sardo a chitarra, insieme a Ignazio Secchi, è considerato il protagonista della prima stagione.
Apprese la tecnica musicale da autodidatta e inizialmente fu influenzato dallo stile di Ignazio Secchi, tuttavia col tempo perfezionò un suo stile che, a sua volta, fu ripreso da Aldo Cabizza che, usando il plettro, aveva sviluppato l'accompagnamento nota-contro-nota. Durante la sua carriera accompagnò Ciccheddu Mannoni, Giuseppe Puxeddu, Francesco Cubeddu, Luigino Cossu e molti altri. 
Fra il 1922 ed il 1928, con alla voce Peppino Ruggio, partecipò ad una serie di prove di registrazione, promosse e prodotte da Gavino Gabriel, che sono considerate le prime registrazioni del canto sardo. 
Negli anni sessanta insieme a Ciccheddu Mannoni registrò diversi dischi per la casa discografica Nuraghe di Mario Cervo.